# 平江站
平江站（：／ Pyeonggang yeok */?）是釜山－金海輕軌沿線的一座高架車站，位於韓國釜山廣域市江西區大渚1洞。

## 車站結構
站體為2面2線側式月台的高架車站，候車月台設有月台幕門，僅有1處出口。

### 月台配置
| 大渚 ↑ |
| \| 上  |
| ↓ 大沙 |

| 月台 | 路線              | 目的地     |
| ---- | ----------------- | ---------- |
| 上行 | ●釜山－金海轻电铁 | 沙上方向   |
| 下行 | ●釜山－金海轻电铁 | 加耶大方向 |

## 歷史
- 2011年9月16日：落成啟用。

## 車站周邊
- 釜山監獄
- 平江川（朝鲜语：평강천）
- 可樂橋
- 大渚初等學校

## 圖片

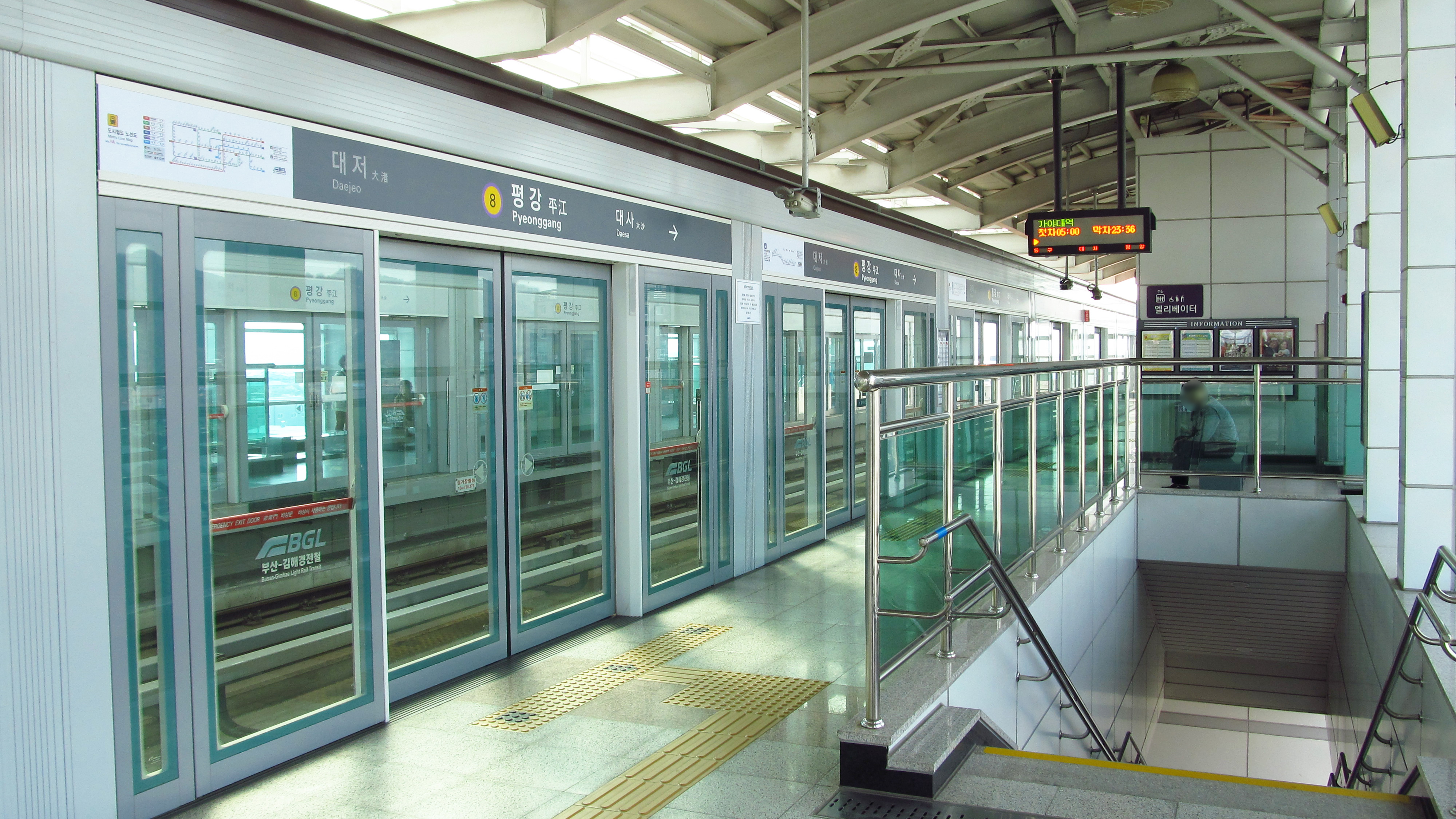
候車月台
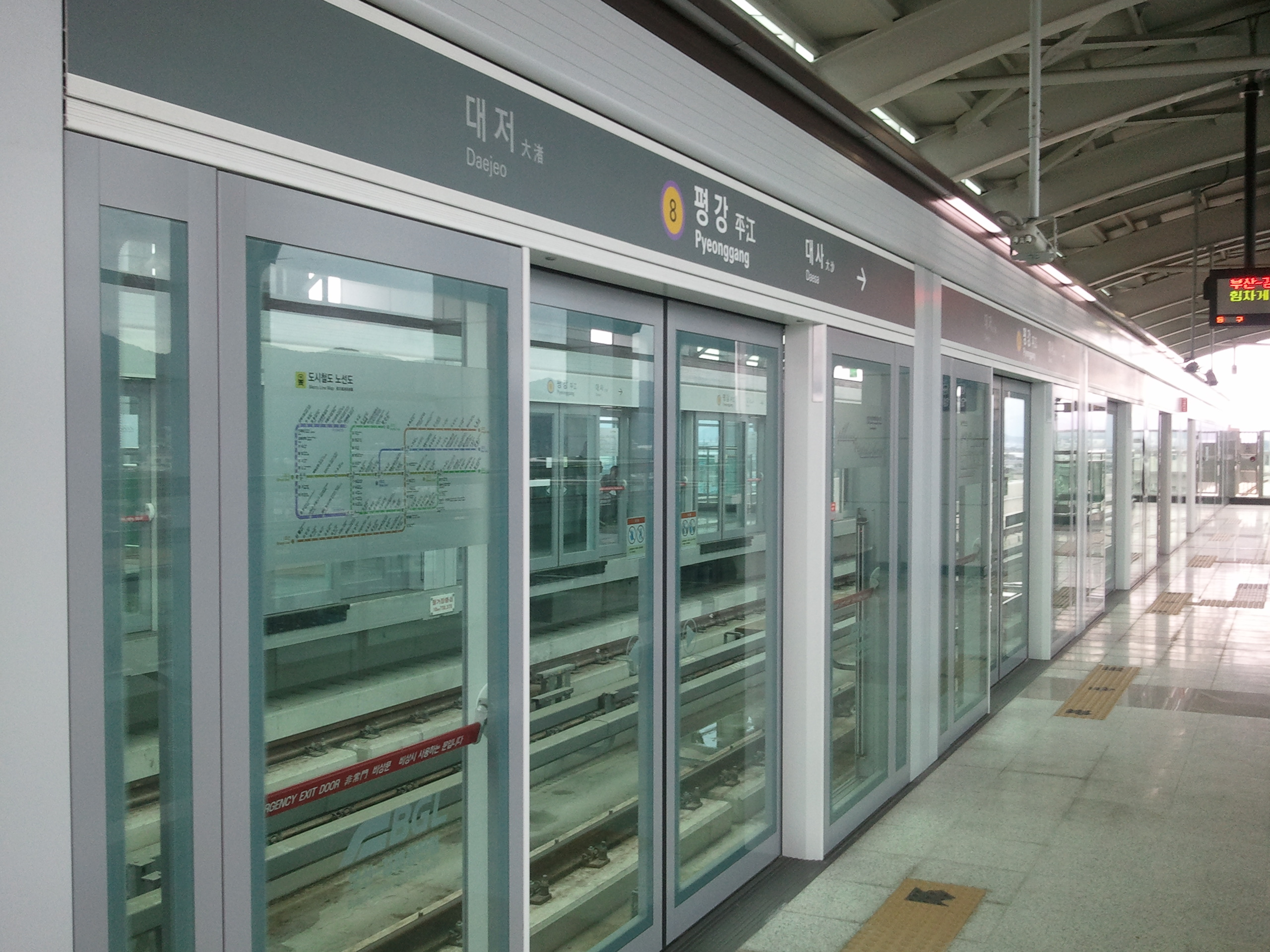
月台門

## 相鄰車站
釜山-金海輕電鐵
●釜山－金海轻电铁
大渚（7）－平江（8）－大沙（9）